# Don't Know What to Tell Ya
Don't Know What to Tell Ya är en låt framförd av Aaliyah, ursprungligen inspelad till hennes självbetitlade tredje studioalbum (2001), men aldrig använd på det albumet. Efter Aaliyahs död inkluderade skivbolaget Blackground låten på hennes postumt utgivna samlingsalbum I Care 4 U (2002). "Don't Know What to Tell Ya" skrevs av Static Major och Aaliyahs frekventa samarbetspartner Timbaland, som även stod för produktionen. Den återanvänder delar av den egyptisk arabiska låten "Batwanes Beek" framförd av Warda Al-Jazairia och producerad av Salah El Sharnouby, som tillkännagavs som upphovsman först på nyutgåvan av I Care 4 U år 2021.

## Bakgrund och utgivning

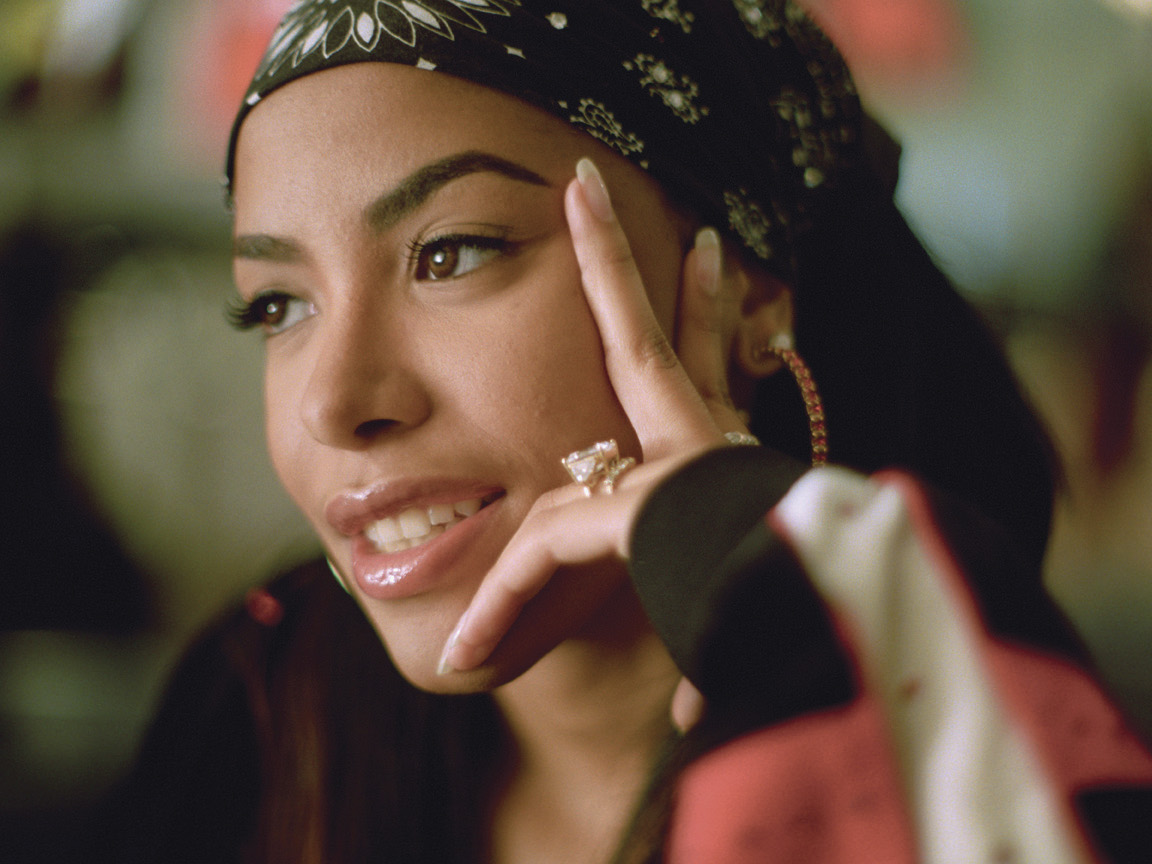
"Don't Know What to Tell Ya" inkluderades på Aaliyahs första postumt utgivna samlingsalbum I Care 4 U (på bild: Aaliyah fotograferad i Berlin år 2000).

Den 25 augusti 2001, sex veckor efter utgivningen av Aaliyahs självbetitlade tredje studioalbum (2001), omkom hon och sex andra i ett flygplanshaveri på Bahamas efter att ha filmat musikvideon för singeln "Rock the Boat". Nära 16 månader efter Aaliyahs död hedrades hon med det postumt utgivna samlingsalbumet I Care 4 U som innehöll ett flertal av hennes tidigare hits men även outgivet och överblivet material från inspelningssessionerna till hennes tidigare album. I Care 4 U, som bestod av både en CD och DVD släpptes den 10 december år 2002 i USA av Blackground och Universal Records. I samband med utgivningen meddelades att en del av intäkterna skulle skänkas till minnesfonden Aaliyah Memorial Fund. Samlingen släpptes internationellt under första kvartalet av år 2003. En musikvideo skapades till huvudsingeln "Miss You" som visade ett bildmontage på Aaliyah och gästades av bland andra Missy Elliott, Lil' Kim, Toni Braxton, Jamie Foxx och Queen Latifah. Låten blev en hit i USA som nådde tredjeplatsen på Billboard Hot 100. I Care 4 U gick in på tredjeplatsen på amerikanska albumlistan Billboard 200 och mottog ett platinacertifikat av Recording Industry Association of America (RIAA).
Blackground valde att ge ut "Don't Know What to Tell Ya" som albumets andra singel på den europeiska musikmarknaden den 11 februari 2003. I Aaliyahs hemland USA gavs låten ut på dubbel A-sida tillsammans med en remixversion av "Got to Give It Up" den 9 september år 2003. "Don't Know What to Tell Ya", tillsammans med större delen av Aaliyahs diskografi släpptes för första gången till streamingtjänster i oktober 2021. Aaliyahs skivbolag Blackground hade dessförinnan vägrat att ge ut hennes musik på sådana plattformar.

## Komposition och textanalys
"Don't Know What to Tell Ya" är skriven i tonarten C-dur och albumversionen har en total speltid på fem minuter och två sekunder (5:02). Den har ett snabbt tempo och utgår från 160 taktslag per minut. Den skrevs av Static Major och Aaliyahs frekventa samarbetspartner Timbaland, som även stod för produktionen. "Don't Know What to Tell Ya" skapades ursprungligen under inspelningssessionerna för vad som skulle komma att bli Aaliyahs tredje studioalbum. Den inkluderades aldrig på albumet och förblev outgiven och oanvänd fram till Aaliyahs död. I kompositionen återanvänds delar av den egyptisk arabiska låten "Batwanes Beek" framförd av Warda Al-Jazairia och producerad av Salah El Sharnouby. Sharnouby tillkännagavs dock inte som upphovsman fören på nyutgåvan av I Care 4 U år 2021.
Mark Chappelle från Albumism beskrev texten som en kvinnas "irriterade försök" att lugna en osäker älskare med verserna: "Don't compare me to your last one/ I can't help it, she was a fast one/ A sassy one, I'm a classy one". Chappelle beskrev "Don't Know What to Tell Ya" som en förlaga till de mörka musiktexturerna som Timbaland skulle utforska med Brandy på hennes Afrodisiac-album (2004).

## Mottagande
År 2014 omnämnde musikjournalisten Sharifa Daniels från Vibe Magazine "Don't Know What to Tell Ya" som en av Aaliyahs mest igenkännbara låttexter, som beskrevs som en del i det inflytelserika arv hon lämnade efter sig till senare generationer av R&B-utövare. I en recension av I Care 4 U år 2022 ansåg Mark Chappelle från Albumism att "Don't Know What to Tell Ya" hade bleknat i jämförelse med musiken på Aaliyah men att låten kom till sin rätta på I Care 4 U och var en höjdpunkt.

## Format och innehållsförteckningar
- CD-singel

1. "Don't Know What to Tell Ya" [edit version]
2. "Don't Know What to Tell Ya" [Handcuff Remix]
3. "Miss You" [music video]

- Ljud-CD

1. "Don't Know What to Tell Ya" [radio edit]
2. "Don't Know What to Tell Ya" [Thomas Eriksen Mix]
3. "Don't Know What to Tell Ya" [Intenso Project Remix]
4. "Don't Know What to Tell Ya" [album version]